# Großsteingräber bei Tankenhagen
Die Großsteingräber bei Tankenhagen waren zwei megalithische Grabanlagen der jungsteinzeitlichen Trichterbecherkultur bei Tankenhagen, einem Ortsteil von Dassow im Landkreis Nordwestmecklenburg (Mecklenburg-Vorpommern). Sie wurden 1871 durch den Forst-Auditor Max von Flotow beschrieben, Grab 1 wurde von ihm archäologisch untersucht. In den folgenden Jahren wurden beide Anlagen zerstört.

## Lage
Die Gräber befanden sich nordöstlich von Tankenhagen im Tankenhäger Wald. Sie lagen an einer Schneise, die den Wald im 19. Jahrhundert von Ost nach West durchschnitt und waren nicht weit voneinander entfernt.

## Beschreibung

### Grab 1
Bei Grab 1 handelte es sich um einen unterirdischen Urdolmen. Die ost-westlich orientierte Grabkammer hatte eine innere Länge von 3 Fuß (ca. 0,9 m) und eine Breite von 2 Fuß (ca. 0,6 m). Sie bestand aus vier Wandsteinen und einem Deckstein. Im Mai 1871 wurde das Grab untersucht; der Deckstein war bereits einige Jahre zuvor entfernt worden. In einer Tiefe von etwa 0,9 m wurden die Reste eines menschlichen Skeletts angetroffen. Sie waren sehr schlecht erhalten, so dass sich nicht einmal die Lage erkennen ließ. Lediglich der Unterkiefer mitsamt Zähnen war in gutem Zustand und erlaubte die Schätzung des Sterbealters auf etwa 25 Jahre. Etwa 0,3 m tiefer lag ein zweites Skelett. Es war geringfügig besser erhalten als das obere und lag an der westlichen Schmalseite mit dem Kopf an der Nord- und den Beinen an der Südseite. Wahrscheinlich war der Tote ursprünglich sitzend bestattet worden. Am linken Hinterkopf wurde eine kleine Vertiefung und im daran anhaftenden Lehm ein kleines Bruchstück einer Pfeilspitze aus Feuerstein entdeckt. Bei der Vertiefung könnte es sich daher um eine verheilte Schusswunde gehandelt haben. Die Skelette waren mit kleinen Steinen bedeckt, zwischen denen sich gelegentlich Holzkohle fand. Grabbeigaben konnten nicht festgestellt werden. Vor der Grabung war lediglich eine Pfeilspitze aus Feuerstein entdeckt worden.

### Grab 2
Grab 2 besaß ursprünglich wohl ein rechteckiges Hünenbett, von dem 1871 noch Teile der Umfassung erhalten waren. An einer Langseite standen zwölf Steine in einer Reihe, von denen vier größer als die anderen waren. An einem Ende schloss sich im rechten Winkel eine Reihe von mehreren Steinen einer Schmalseite an. Maße und Ausrichtung des Hünenbetts sind nicht überliefert. In der Mitte des Betts befand sich eine Grabkammer von 7 Fuß (ca. 2,1 m) Länge und 5 Fuß (ca. 1,5 m) Breite. Weitere Angaben zu ihrem Aussehen liegen nicht vor, nach Ewald Schuldt dürfte es sich um ein Ganggrab gehandelt haben.